# Martin d’Amance
Martin d'Amance (zm. 21 października 1409) – francuski dominikanin i biskup.
Był związany z dominikańskim konwentem w Metz i najpóźniej od 1377 sprawował urząd inkwizytora w Lotaryngii. Od 1381 był tytularnym biskupem Gabali i w tej roli pełnił też funkcje biskupa pomocniczego w diecezjach Metz i Toul. W okresie wielkiej schizmy zachodniej popierał obediencję awiniońską.